# Рот дуан
Рот дуан (тай. รถด่วน, дослівно «експрес потяг») — вулична їжа в Таїланді з хробаків Omphisa fuscidentalis.
Дорослі хробаки Omphisa fuscidentalis вживаються в їжу у смаженому вигляді і вважаються делікатесом в Таїланді. Смаком нагадує картопляні чипси. Хробаків для страви розводять на фермах.